# Чичкино
Чичкино — деревня в Рязанском районе Рязанской области. Входит в Окское сельское поселение.

## География
Находится в центральной части Рязанской области на расстоянии приблизительно 23 км на юг по прямой от вокзала станции Рязань I.

## История
Деревня отмечена была уже на карте 1850 года как поселение с 30 дворами. В 1897 году здесь (тогда деревня Рязанского уезда Рязанской губернии) было учтено 30 дворов.

## Население
Численность населения: 500 человек (1897 год), 18 в 2002 году (русские 100 %), 1 в 2010.